# Pietroso
Pietroso (en cors U Petrosu) és un municipi francès, situat a la regió de Còrsega, al departament d'Alta Còrsega. L'any 1999 tenia 287 habitants.

## Demografia
| 1962 | 1968 | 1975 | 1982 | 1990 | 1999 |
| ---- | ---- | ---- | ---- | ---- | ---- |
| 261  | 263  | 271  | 277  | 309  | 287  |

## Administració
| Període | Identitat                | Partit | Qualitat |  |
| ------- | ------------------------ | ------ | -------- |  |
| 2008-   | Marie-Antoinette Filippi |        |          |  |